# Djidioua
Djidioua (em árabe: جيديوة), anteriormente Saint-Aimé, é uma comuna localizada na província de Relizane, Argélia. De acordo com o censo de 2008, a população total da cidade era de 33 835 habitantes.